# 미카쓰키정
미카쓰키정(일본어: 三日月町)은 일본 사가현의 중앙에 위치했던 오기군의 정이다. 
2005년 3월 1일에, 아시카리정·우시즈정·오기정·미카쓰키정과 합병해 오기시가 되었다.

## 역사
- 1889년 4월 1일 - 정촌제 시행에 수반해 미카쓰키촌이 성립하였다.
- 1969년 1월 1일 - 정으로 승격해 미카쓰키정이 되었다.
- 2005년 4월 1일 - 아시카리정·우시즈정·오기정과 신설합병과 동시에 시로 승격해 오기시가 되어 소멸하였다.

## 교통

### 철도
- 규슈 여객철도
  - 가라쓰 선

### 도로
- 국도 34호선
- 국도 203호선